# Kuip van Brussel
De Kuip van Brussel (oude spelling Kuype) is het gebied dat van de 13e tot de 18e eeuw viel onder de stedelijke vrijheden van Brussel. De omliggende dorpen vormden een economische, politieke en juridische eenheid met de stad. In dit gebied golden de costumen van Brussel.

## Ontstaan
In de middeleeuwen was het gebruikelijk dat de hertogen van Brabant, in ruil voor bewezen diensten op financieel, economisch en militair gebied, verdienstelijke steden beloonden met bepaalde voorrechten (stadsrechten). In 1295 verleende hertog Jan II aan de Brusselse schepenen bijvoorbeeld het recht om de productie en verkoop van bier te reglementeren, en een accijns te heffen op de winst, in een voorgeschreven gebied rondom de stad dat reikte tot aan Sint-Agatha-Berchem, Jette, Laken, Evere, Woluwe, Boondaal (nu deel van Elsene), Anderlecht, Ukkel en Vorst. Hiermee werden de brouwers en kroeguitbaters uit de stad beschermd tegen concurrentie uit de omliggende dorpen.
De eigenlijke kuip begon zich te vormen eind 13e eeuw. In 1296 verkregen de inwoners van Obbrussel — het huidige Sint-Gillis — dezelfde rechten als de Brusselaars en werden ze bij de Brusselse vrijheid ingelijfd. Een tiental jaar eerder was waarschijnlijk hetzelfde gebeurd met Sint-Jans-Molenbeek, maar daarover is weinig bekend. In de 14e eeuw werden de stadsrechten uitgebreid naar Schaarbeek (1302), Laken (1331), Anderlecht (1394) en Vorst (1394). Er wordt gesteld dat deze rechten betaald werden door de magistraat van Brussel door financiële hulp aan hertogin Johanna. De stad hief gelijke belastingen op de productie en verkoop van bier, wijn en andere producten, in de hele kuip.
De kuype vormde samen met Brussel een gewoonterechtsgebied. Een vijftigtal andere dorpen in het huidige arrondissement Brussel vielen onder het recht van Ukkel en waren dus geen deel van de kuype.

## Afschaffing
De Kuip, die was blijven bestaan tijdens het Bourgondische, Spaanse en Oostenrijkse bestuur, werd in het begin van de 19e eeuw, tijdens de Franse periode, afgeschaft. Brussel-stad werd herleid tot haar kleinste vorm — binnen de Vijfhoek — en Sint-Joost-ten-Node, Schaarbeek, Sint-Gillis, Laken, Vorst en Anderlecht vielen niet langer onder het gezag van de stad, die zo een groot fiscaal gebied verloor en een enorm inkomstenverlies moest slikken. De gemeenten van de voormalige Kuip werden, samen onder andere het voormalig Henegouwse gebied Halle-Lembeek en de voormalige heerlijkheden Gaasbeek en Grimbergen, wel opgenomen in het pas opgerichte arrondissement Brussel. Zo werd de basis gelegd voor het latere arrondissement Brussel-Halle-Vilvoorde.